# Кузу собачий
Trichosurus caninus — вид сумчастих ссавців родини Кускусові (Phalangeridae). Інші назви — Кузу собачий, гірський щетинохвостий або коротковухий посум, бобук. 

## Поширення
Trichosurus caninus — мешкає в лісах південно-східного Квінсленду, східного Нового Південного Уельсу і на сході штату Вікторія, Австралія. 

## Опис
Покритий густим сірим або темно-сірим хутром. Самиці і самці схожі. При різноманітності місць проживання цей вид зберігає одноманітність забарвлення, чим відрізняється від спорідненого виду Trichosurus vulpecula, представники якого демонструють різноманітність колірних варіацій. Вуха у нього менші, ніж у інших видів. Хвіст по довжині майже збігається з довжиною тіла, він покритий хутром, за винятком самого кінчика. Маса дорослої тварини сягає 2,5 -4,5 кг, довжина тіла, включаючи хвіст, — 740-920 мм. 
На підборідді є залози, що виділяють пахучий секрет. Як і більшість сумчастих, самиці мають сумку, що відкривається вперед, в якій дитинчата проводять декілька перших місяців життя. У природі щетинохвості посуми живуть до 7 років, самиці живуть довше за самців. Є повідомлення про самицю, яка прожила 17 років, тоді як для самців граничний вік 12 років. 
Вони прекрасно лазять і можуть швидко залізти на дерево, рятуючись від переслідування пітона, динго або плямистої сумчастої кішки (куниці). При цих же обставинах кузу можуть плавати. Ця нічна тварина з добре розвиненим слухом і нюхом. Кузу собачий є звичайною твариною в місцях свого мешкання і часто стає здобиччю хижаків. У свою чергу, він поїдає плоди і переносить у своїх фекаліях насіння, сприяючи їх розселенню. 
Попри те, що цей вид кузу велику частину часу проводить на деревах, його можна іноді зустріти і на землі, в той час, як він риється у вітроломі і в купах опалого листя у пошуках комах. Здирає кору з хвойних дерев, заподіюючи цим збиток лісу. Кузу — вегетаріанці, що живляться травою, листям і фруктами, проте вони не упускають випадку поласувати комахами.

## Розмноження
Цей ссавець вступає в розмноження навесні або восени і самиця в окремих випадках приносить потомство частіше, ніж раз на рік. Більшість дитинчат (по одному у самиці) народжуються у березні-квітні. Вагітність триває 15-17 днів, дитинчата народжуються абсолютно безпорадними. 
Дитинчата годуються молоком матері 7-11 місяців (з цього часу 5-6 місяців вони проводять в сумці, а 2-5 місяця йдуть за матір'ю). До 18-36 місяців вони живуть на території матері, потім йдуть на пошуки своїх володінь. Самиці стають статевозрілими у віці 2-3 років, у разі, якщо вони вступають в розмноження раніше, їх потомство рідко виживає. Якщо дитинчата гинуть, самиця в короткий термін знову готова до спаровування. 
Володіння самиць і самців перекривають одне одного, тому кожен може злучатися з великою кількістю партнерів. Іноді вони утворюють пари. Самці закликають самиць шлюбними криками і мітять територію характерним запахом секрету зі своїх залоз.